# JR西日本DEC700形気動車
DEC700形気動車（デック700がたきどうしゃ）は、西日本旅客鉄道（JR西日本）が2021年に導入した電気式気動車。

## 概要
JR西日本が掲げる技術ビジョン「持続可能な鉄道・交通システムの構築」に基づく、電車・気動車のシステム統合、機械部品削減、ユニット工法化などによる、メンテナンスの効率化や安全性向上、製造コスト低減などを模索するための試験車両として製造された。
JR西日本が電気式気動車を導入するのは初めてで、技術検証段階で二次電池（バッテリー）を追加搭載することでハイブリッド方式に切り替えも可能な構造となっている。
形式名の百の位の数字「7」は電気式気動車、十の位の「0」は通勤・近郊型車両、一の位の「0」は設計順をそれぞれ表している。

## 構造

### 車体
両運転台構造の1両編成で、片開きの客用扉を片側2箇所配置している。正面は衝撃吸収構造を採用しながらも切妻断面となっている。灯器配置は227系電車など近年投入されるJR西日本の近郊形電車に類似したものとなり、転落防止幌も備え付けられている。
外装では前面と側面に中国地域色である黄色を配し、側面には「乗客や沿線住民の日常を明るく快適にすること」を表現した、形式名「DEC700」を音符のように配置したロゴマークが貼り付けられている。前面通路上部と側面には227系に準じた行先表示器（フルカラーLED式）を設置したが、乗務員室上の表示器は省略された。またドア横にワンマン運転用の出入口表示機を装備する。
冷房については屋根上に集約分散式冷房装置2基を搭載している。暖房は腰掛下に設置されたシーズ線式ヒーターと車椅子スペースのパネルヒーターで行っている。

### 車内
225系と仕様の共通化が図られており、2+1配置の転換クロスシートとなっている。また、線区の事情に応じてロングシート化にも対応可能としているほか乗務員室を客室に変更することも考慮された構造となっている。機器類のスペースを確保するために車内の一角に機器室を設けて主変換装置を設けているほか、車椅子スペースや車椅子対応トイレ、ドア上の車内案内表示器、ドア開時の誘導鈴を装備しバリアフリー化が図られている。
乗務員室や天井、トイレについてはユニット工法が採用され、外部で制作したユニットを艤装している。また落成段階では設置されていないが、車載型IC改札機の搭載にも対応している。
戸閉装置は521系100番台と同様の半自動扱い可能な戸閉め減圧制御機能及び戸挟み検知機能を備えた直動空気式であり、片開き戸に対応するための所定の改正が加えられている。

### 走行装置
ディーゼルエンジンで発電機を回して電力を発生させ、主変換装置を経てモーターに電力を供給し、モーター駆動で走行するディーゼル・エレクトリック方式を採用する。主変換装置から駆動系までのシステムを電車と同一とし、気動車のシステム統合によりメンテナンス技術を効率化させることを目指すとともに、液体式気動車で必須となる回転部品などの機械部品を削減することによる運行時・メンテナンス時の安定性の向上を期待したものとなっている。主要機器は東芝インフラシステムズが担当している。
主変換装置に二次電池（バッテリー）を接続することで、エンジン発電とバッテリーの双方から電力を供給するハイブリッド方式に対応したシステムともなっている。

### 主要機器
動力はディーゼルエンジンで主発電機を駆動して得られた三相交流電源をPWM（パルス幅変調方式）コンバータで一旦直流640 Vに変換し、駆動回路・補機回路・主蓄電装置回路に供給している。駆動回路では、1C1M方式を採用し、PWMコンバータからの直流640 VをVVVFインバータで三相可変電圧可変周波数交流に変換して主電動機を駆動させることで動力を得ている。
機関は35系客車と同様のコマツ製ディーゼルエンジン SA6D140HE-3 を採用した。主発電機は全閉式かご形三相誘導電動機の定格出力245 kWのものを搭載し、機関とは直結駆動され、車両に必要な電力を供給する。
主変換装置はPWMコンバータ・VVVFインバータ・SIV・チョッパが一体で構成され、素子にIGBTを採用した三相2レベル方式電圧形PWM方式を採用している。補助電源装置は定格出力60 kVAの静止形インバータ（SIV）である。
台車は動台車（WDT70形）を車体前位、付随台車（WTR252形）を車体後位に配置する。いずれも軽量軸梁式ボルスタレス台車で、床面高さの変更に伴い新規開発された空気ばねを使用している。高速運転を行わないことからヨーダンパなどの装備の設置は想定されていない。また、増粘着装置を動台車に、フランジ塗油装置を付随台車に装備している。
主電動機はJR西日本の電車で用いられている0.5Mシステムをマイナーチェンジの上採用しており、全閉式かご形三相誘導電動機（出力140 kW）を動台車に2基搭載する。
ブレーキは制御装置の二重化が施された電気指令式空気ブレーキ方式を採用しており、機関ブレーキ・排気ブレーキも使用可能となっているほか、耐雪ブレーキも装備する。
空気圧縮機は、潤滑油が不要なオイルフリータイプのスクロール式（吐出量400L/min）を冗長性確保のため2基搭載としている。

### その他装置
これまでJR西日本の開発した電車に搭載されてきたイーサネットによるデジタル伝送装置を大幅に改良し配線点数の削減と小型化を図った「E-CMS」を新たに開発し搭載している。E-CMSでは各機器と中央装置を100Mbpsのイーサネットで接続し、主回路やブレーキ装置など重要な部分については電車と共通のRS485メタル線で接続している。また、車両情報を集約して検査担当箇所へデータ配信を行う機能もあり、将来のCBM化を想定している。

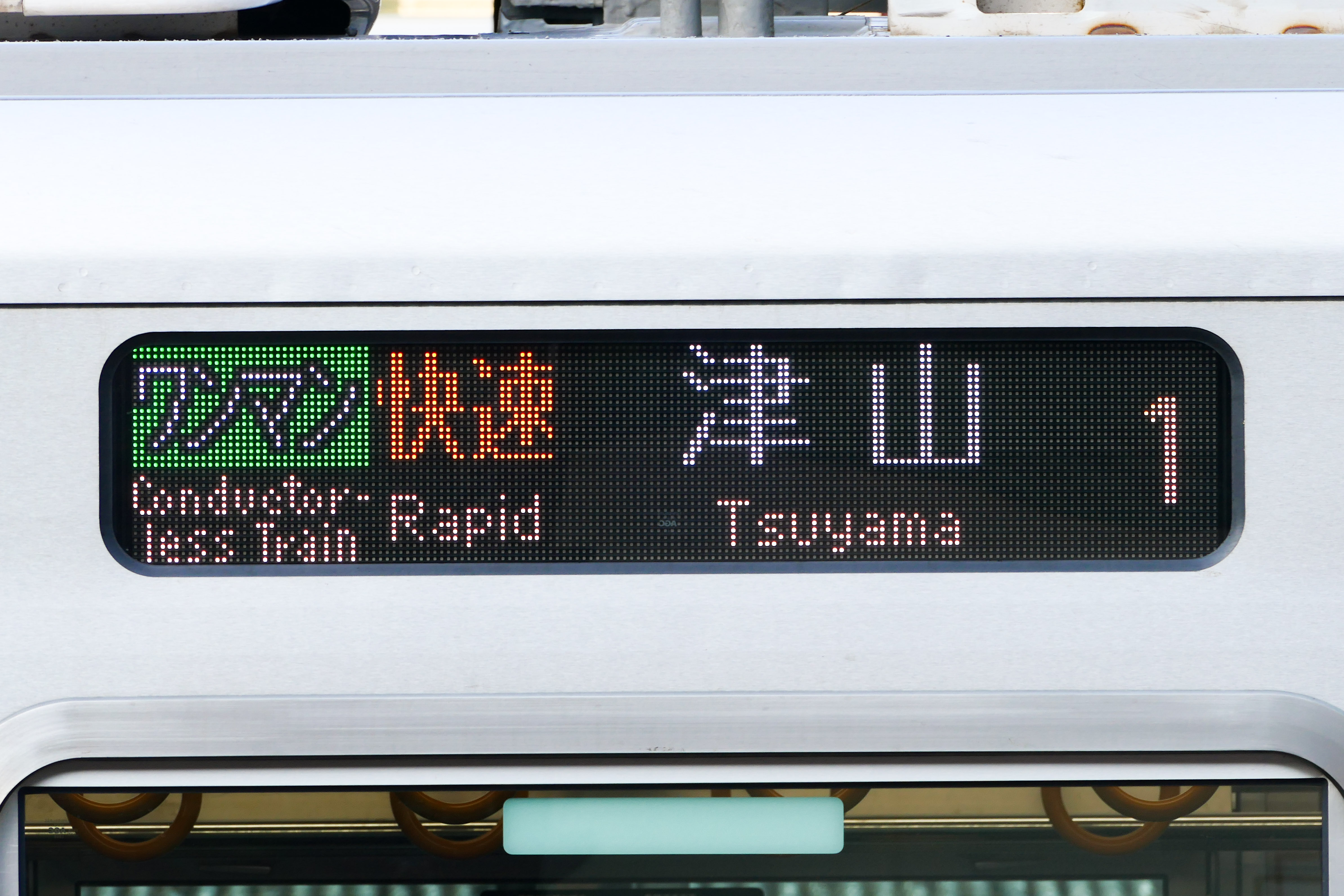
行先表示器
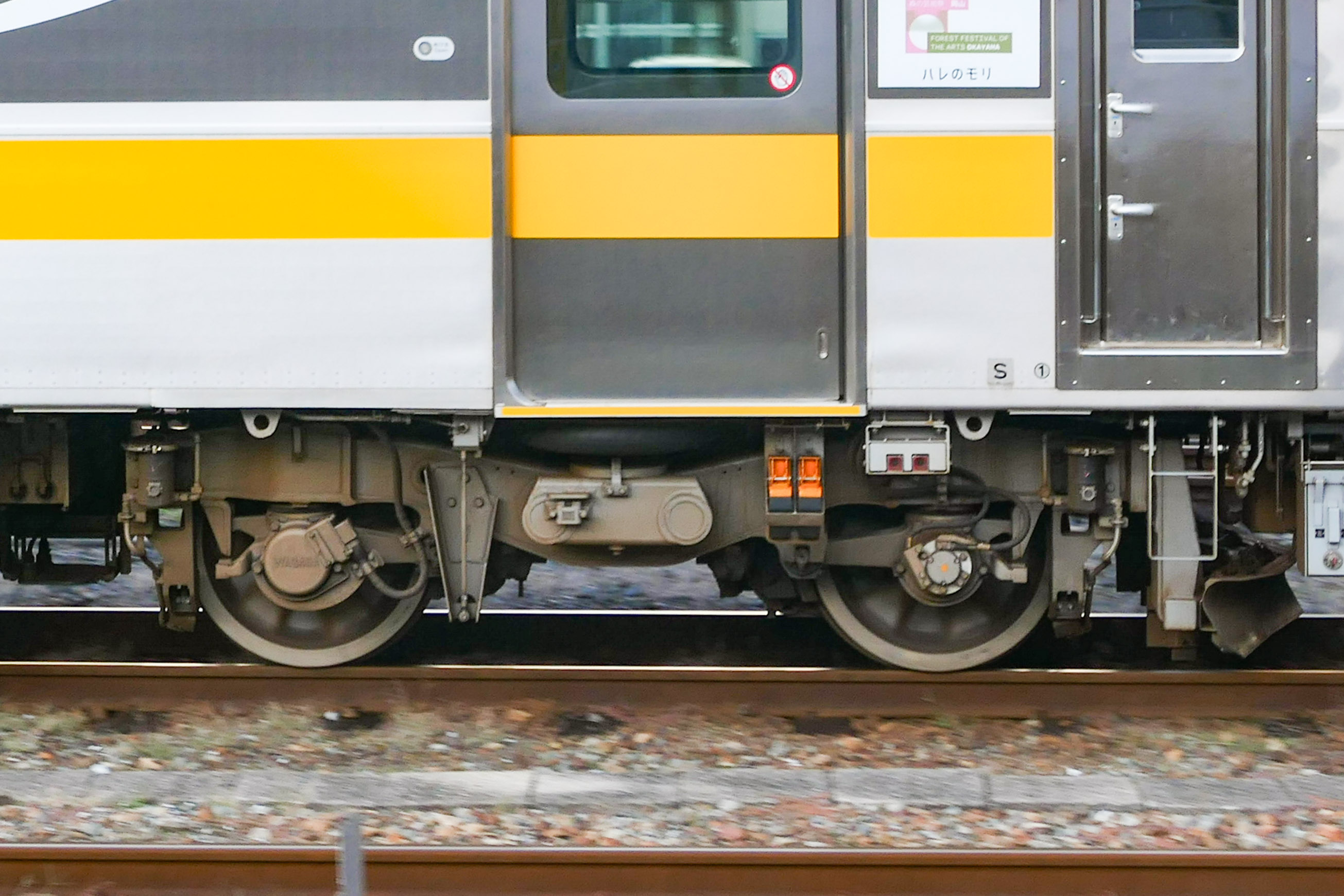
動力台車WDT70形
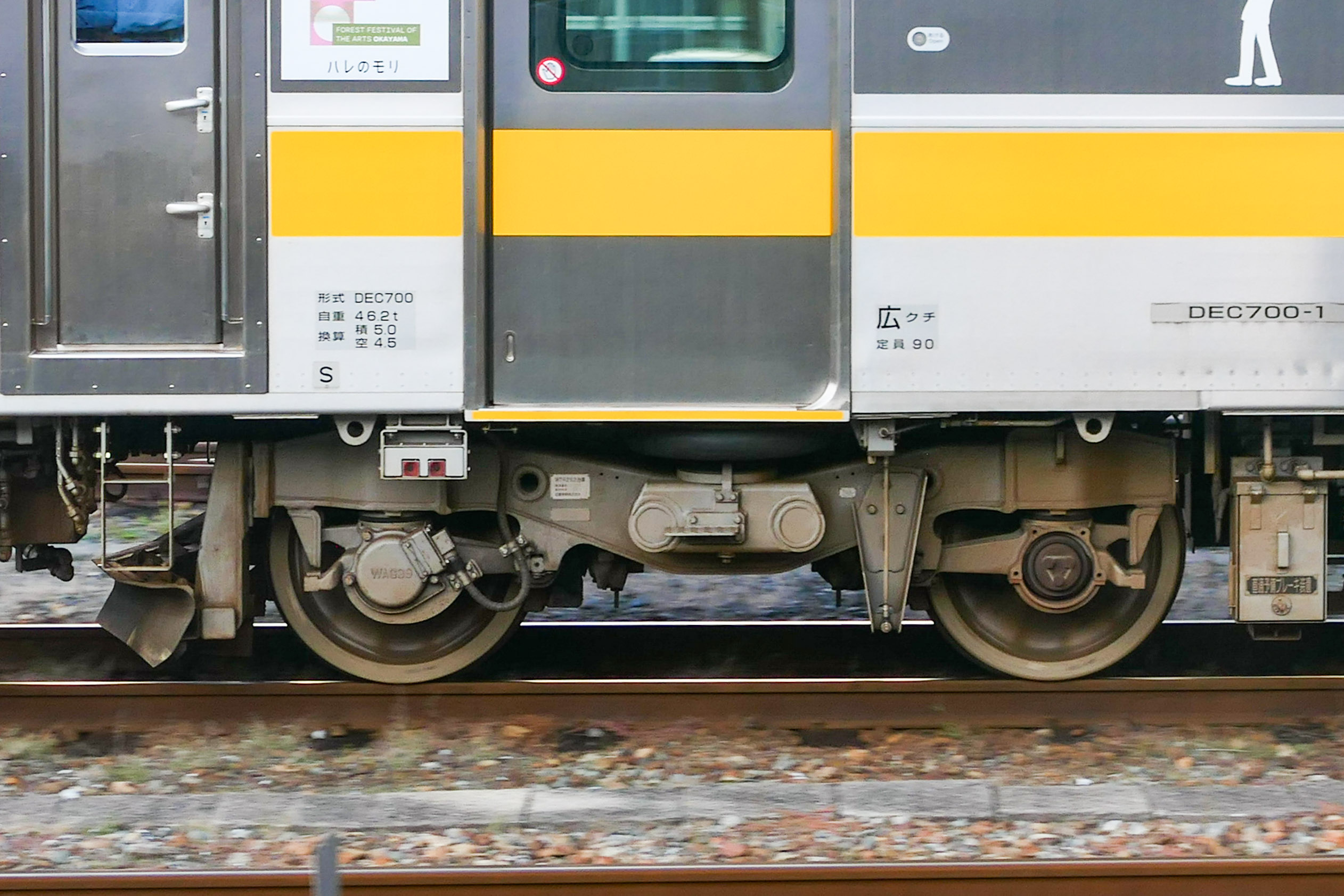
付随台車WTR252形
- 駆動はモーターのため、電車のような走行音である （山陽本線を試運転中）

## 運用
落成後に下関総合車両所新山口支所に配属され、2021年8月16日に性能試験を開始した。9月以降は山口県内を中心に本格的な試験走行をする。広島支社管内のみならず、特性の異なる米子エリア及び京都エリアでの試験も予定されているという。また、2022年からハイブリッド方式による試験を行うことを目指している。
これとは別に、カーボンニュートラル実現に向けた取り組みとして、軽油と同等の品質を有することが期待されている「次世代バイオディーゼル燃料」の導入に向けた実証実験を2022年度から2024年度にかけて行うことが発表されており、本形式及びキハ40系を用いて実験を行うとしている。
なお、2021年6月時点では本形式を量産する計画はなく既存車両の置換え計画もないとし、同年7月の山口新聞の記事では「未定」としている。一方、2022年にJR西日本が発行した技術情報誌「技術の泉」においては、本形式を電気式駆動車両の「量産先行車」と位置付けており、本形式での試験結果を評価したうえで「量産車」の投入を目指すとしている。
2024年9月28日から11月24日までの土休日に、姫新線津山 - 新見間において、快速「ハレのモリ」として初めて営業運転に投入された。